# Хул
Хул (слч. Hul, мађ. Hull) насељено је мјесто са административним статусом сеоске општине (слч. obec) у округу Нове Замки, у Њитранском крају, Словачка Република.

## Становништво
| Година:    | 1994. | 2004.   | 2014.   | 2024.   |
| ---------- | ----- | ------- | ------- | ------- |
| Број људи: | 1237  | 1231    | 1205    | 1212    |
| Разлика:   |       | -0,48 % | -2,11 % | +0,58 % |

| Година:    | 2023. | 2024.   |
| ---------- | ----- | ------- |
| Број људи: | 1210  | 1212    |
| Разлика:   |       | +0,16 % |

Према подацима о броју становника из 2011. године насеље је имало 1.213 становника.